# Štěpán II. (papež)
Štěpán II., případně Štěpán III., (714/715 Řím – 26. dubna 757) byl papežem od 26. března 752.

## Problém číslování Štěpánů
Očíslování jeho jména je sporné, neboť po smrti sv. Zachariáše (741–752) byl papežem 23. března zvolen Štěpán, který ale zemřel již 26. března, tři dny po své volbě, aniž by byl vysvěcen na biskupa. Z tohoto důvodu v dnešním pojetí nebyl papežem (biskupem města Říma) a Štěpánem II. je nazýván až jeho nástupce. Na druhé straně podle pojetí papeže jako světského panovníka jím byl a jeho nástupce by se měl nazývat Štěpánem III.

## Život
Pocházel ze vznešené římské rodiny, syn jistého Konstantina, ale brzy osiřel a byl vychován v lateránské škole, později dosáhl svěcení jáhna.
Po smrti svého stejnojmenného předchůdce musel řešit nebezpečnou rozpínavost Langobardského království. Jeho král Aistulf již za pontifikátu papeže Zachariáše obsadil roku 751 rozsáhlé území Ravennského exarchátu patřícího do té doby k Byzantské říši a po smrti jmenovaného papeže se rozhodl podmanit i Řím. Nebezpečí se snažil nový papež Štěpán II. zažehnat bohatým úplatkem, ale langobardský král i přes podepsání dohody požadoval i pravidelnou daň.
Jelikož se papež nedočkal žádného vojenského zásahu ze strany byzantského císaře, pouze formálního potvrzení jeho práva, obrátil se o pomoc k franskému králi Pipinovi. Počátkem roku 754 osobně tohoto krále navštívil a v červenci téhož roku krále Pipina a jeho syny opětovně pomazal v katedrále Saint-Denis.. Oplátkou překročil tento král Alpy a donutil Aistulfa k vydání dřívějšího ravennského exarchátu papeži.
Štěpán II. přijal fakticky od franského panovníka Pipina Krátkého tato území (tzv. Pipinova donace – písemně ji papež obdržel již o Velikonocích roku 754), což je počátkem existence papežského státu.
Aistulf se s porážkou nesmířil a v lednu 755 vytáhl na Řím a rozhodl se ho dobýt. Pipin Krátký následujícího roku opět vstoupil do Itálie a oblehl Pávii, hlavní město Langobardů. Aistulf kapituloval, podepsal mír a téhož roku zemřel.
Po jeho smrti podpořil papež Štěpán II. ze dvou zájemců o langobardský trůn Desideria, který slíbil zachování mocenského a územního stavu Říma, ale později tento slib nedodržel.

## Odkazy

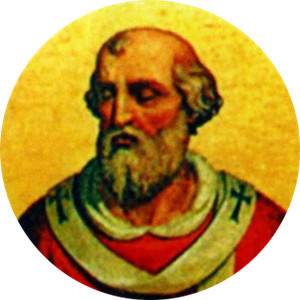
Portrét papeže Štěpána II. v bazilice sv. Pavla za hradbami